# Comișani (gmina)
Comișani – gmina w południowej Rumunii, w okręgu Dymbowica.
W skład gminy wchodzą 2 miejscowości: Comișani i Lazuri. Według stanu na rok 2011 liczyła 5400 mieszkańców, zaś w roku 2021 jej liczebność wynosiła 5538 mieszkańców.